# کوه ایندین
کوه ایندین (به انگلیسی: Indian Mountain) یک منطقهٔ مسکونی در ایالات متحده آمریکا است که در North Cascades National Park واقع شده‌است. کوه ایندین ۲٬۱۷۴٫۱۶ متر بالاتر از سطح دریا واقع شده‌است.